# 2258 Viipuri
2258 Viipuri è un asteroide della fascia principale del diametro medio di circa 23,47 km. Scoperto nel 1939, presenta un'orbita caratterizzata da un semiasse maggiore pari a 2,6925218 au e da un'eccentricità di 0,0807887, inclinata di 1,47905° rispetto all'eclittica.
L'asteroide è dedicato a quella che all'epoca della scoperta era l'omonima città finlandese, corrispondente all'attuale città russa di Vyborg.